# Kia EV6
De Kia EV6 is een elektrische auto. Het voertuig wordt gemaakt door autoproducent Kia uit Zuid-Korea en is sinds 2021 in Nederland leverbaar.

## Specificaties
Gegevens van de 'Standard Range 2WD'-uitvoering.

### Vervoer
De auto biedt vijf zitplaatsen, waarvan twee geschikt zijn voor Isofix-kinderzitjes. Er is standaard 511 liter kofferbakruimte, die uitgebreid kan worden tot maximaal 1291 liter. De "frunk"-ruimte of opslag onder de motorkap is 52 liter groot. Verder is de auto voorzien van een trekhaak, waarmee maximaal 750 kg getrokken mag worden. De maximale verticale kogeldruk is 100 kg.

### Accu
De auto heeft een 58 kWh grote tractiebatterij waarvan 54 kWh bruikbaar is. Dit resulteert in een WLTP-gemeten actieradius van 394 km, wat neerkomt op 305 km in de praktijk. De accu is actief gekoeld en wordt geproduceerd door SKI, heeft een nominaal voltage van 523 V en weegt ongeveer 370 kg.

### Opladen
De accu van de auto kan standaard worden opgeladen via een Type 2-connector met laadvermogen van 11 kW door gebruik van 3-fase 16 ampère, waarmee de auto in 6 uur van 0 % naar 100 % geladen kan worden. Bij gebruik van een snellader met een CCS-aansluiting kan een laadsnelheid van maximaal 175 kW worden bereikt, waarmee de auto in minimaal 17 minuten van 10 % naar 80 % geladen kan worden, wat neerkomt op een snellaadsnelheid van 750 km/u.

### Prestaties
De elektronische aandrijflijn van de auto kan 125 kW aan vermogen leveren, waarmee de auto met 350 Nm koppel in 8,5 seconden kan optrekken van 0 naar 100 km/u. De maximale snelheid die bereikt kan worden is ongeveer 185 km/u.

### Veiligheid
De EV6 heeft van Euro NCAP in 2022 een waardering van 5 sterren gekregen op het gebied van veiligheid.

## Galerij

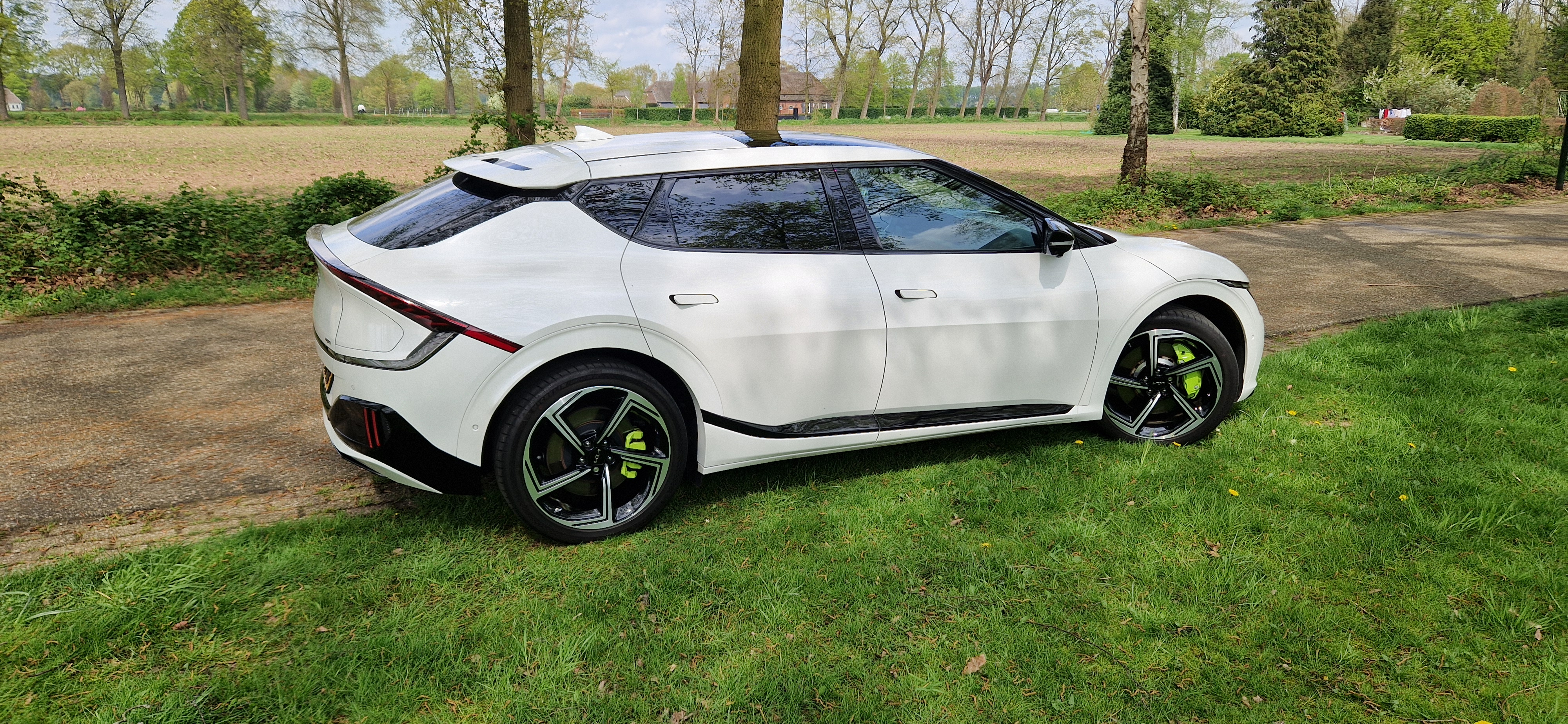
EV6 GT version model 2023